# 阿塞拜疆航空56號班機空難
阿塞拜疆航空56号航班是从阿塞拜疆纳希切万国际机场飞往首都巴库比纳机场（今盖达尔·阿利耶夫国际机场）的国内航班。1995年12月5日，执飞该航班的图-134飞机在爬升时发动机故障，机组执行了紧急迫降。然而为躲避附近的公寓楼，飞机在纳希切万机场西南方坠毁，坠毁地点距离起飞机场约3.85公里。这次事故是阿塞拜疆航空史上死亡人数最多的事故，也是图-134型飞机第61次报废事故。此后，该航空公司不再使用图-134型飞机。

## 航机相关
本次事故中的图-134飞机是于1980年8月28日制造，配备两台D-30发动机。其设计飞行35,000小时，实际飞行了约27,500小时，最后一次大修是在1995年7月25日。飞机的发动机设计寿命18,000小时，实际使用了16,000小时，最后维修于1995年11月27日。

## 事故过程
本次航班于当地时间17:52从纳希切万起飞，在高度约200米（660英尺）、空速约171 kn（317 km/h）时，一号（左侧）发动机失灵。负责飞行控制的副机长谢尔盖·库里耶夫关闭了左侧的开关，五秒后飞行工程师亚历山大·索科洛夫误报二号发动机故障。此时机长爱德华·哈桑诺夫接管了飞行。但由于副机长误操作在先，哈桑诺夫并未得知是一号发动机失灵。飞机继续爬升，机长下令关闭二号发动机，索科洛夫重启了右油门，报告称正常的发动机的动力正在衰弱。之后，他尝试把油门推到底，但二号发动机已经停机。八秒后，工程师报告两台发动机都已失灵。飞机上升到646英尺（197米），速度降低至160 kn（300 km/h）。机长准备紧急迫降，为躲避附近的公寓楼猛地右转。飞机以37度的角度、2,000 ft/min（37 km/h）的爬升率坠地。机上有30人生还，其中有26名乘客和4名机组人员。

## 调查
事故发生后，俄罗斯国际航空委员会和飞机制造商图波列夫公司、发动机制造商及阿塞拜疆国家安全部共同开启调查。阿塞拜疆航空相信是损坏的零件导致事故发生。联合调查委员会发现震动导致发动机上的螺母松动脱落，引起涡轮故障，进而导致事故。另一方面，阿塞拜疆航空副主席纳齐姆·贾瓦多夫指出使用的相关零件得到了发动机制造商彼尔姆发动机公司的允许。